# Pat Lam
Patrick Richard Lam (Apia, 29 de septiembre de 1968) es un entrenador y ex–jugador samoano de rugby que se desempeñaba como octavo. Fue internacional con Manu Samoa de 1991 a 1999.

## Carrera
Fue primo de Dylan Mika, también destacado jugador de rugby.
Jugó para Auckland y los Crusaders del Súper Rugby, antes de mudarse a Inglaterra, donde jugó por primera vez con los Newcastle Falcons. En su primera temporada en Newcastle hizo 22 apariciones al ganar la Premiership de 1997-98. Sin embargo, después de ese triunfo, pasó a Northampton Saints con quien ganó la Copa Heineken 1999–00. Lam volvió a los Newcastle Falcons para la temporada 2001–02 y jugó con el club durante un año antes de retirarse.
En 2015 participó como uno de los entrevistados en Pacific Warriors, una película documental sobre las selecciones de Fiyi, Samoa y Tonga.

## Selección nacional
Debutó ante los Dragones rojos en octubre de 1991 y disputó su último partido frente al XV del Cardo en octubre de 1999. En total jugó 34 partidos, todos como titular y marcó 25 puntos, productos de cinco tries.

### Participaciones en Copas del Mundo
Participó de los mundiales de Inglaterra 1991, Sudáfrica 1995' y Gales 1999.
| Mundial                       | Sede       | Resultado        | PJ | Tries |
| ----------------------------- | ---------- | ---------------- | -- | ----- |
| Copa Mundial de Rugby de 1991 | Inglaterra | Cuartos de final | 3  | 0     |
| Copa Mundial de Rugby de 1995 | Sudáfrica  | Cuartos de final | 3  | 1     |
| Copa Mundial de Rugby de 1999 | Gales      | Octavos de final | 4  | 1     |

## Palmarés
- Campeón del Pacific Nations Cup de 1997.
- Campeón de la Copa de Campeones de 1999–00.
- Campeón de la Premiership Rugby de 1997–98.